# Qabākh Tappeh
Qabākh Tappeh (persiska: قباخ تپّه, Qābākh Tappeh) är en ort i Iran.   Den ligger i provinsen Västazarbaijan, i den nordvästra delen av landet, 600 km väster om huvudstaden Teheran. Qabākh Tappeh ligger 1 424 meter över havet och antalet invånare är 157.
Terrängen runt Qabākh Tappeh är kuperad söderut, men norrut är den platt.Runt Qabākh Tappeh är det ganska tätbefolkat, med 134 invånare per kvadratkilometer. Närmaste större samhälle är Salmās, 11,3 km nordväst om Qabākh Tappeh. Trakten runt Qabākh Tappeh består i huvudsak av gräsmarker.